# Хан-Тенгрі
Хан-Те́нгрі (Тенгрі-Таг, Тенгрітак) — пік на кордоні Казахстану, Киргизстану та Китаю. Друга за висотою вершина гірської системи Тянь-Шаню, найвища вершина Казахстану.
Висота гори становить 7010 м, але за іншими джерелами, переважно російськими, висоту піку позначають як 6995 м.

## Історія
Дослідження гори почала в 1929—1933 роках українська експедиція Михайла Погребецького, І. О. Адамовича та Ісаака Ландо. 1931 року М. Т. Погребецький піднявся на вершину піку. 1945 року професор Н. Г. Малицький, вивчивши праці П. П. Семенова-Тянь-Шанського (1857), висловив думку, що Хан-Тенгрі дійсно є піком Перемоги, а пік Кан-Тоо є наспраді піком Хан-Тенгрі. 1930 року російська експедиція на чолі з М. М. Михайловим досягли льодовика Північний Інильчек. 1932 року тут почала працювати альпіністська група А. А. Летавета, яка в період 1934-38 років була в статусі експедиції. Вони досліджували Хан-Тенгрі, хребти Кокшаал-Тау та Куйлютау. 1936 року пік підкорив також росіянин В. М. Абалаков.
Назва гори породила теорію про походження кількох скіфських племен, що мешкали в долинах Тянь-Шаню. До цих племен входили також тюрки та болгари. Це простежується в їхній міфології, де верховний бог — Тангра (Тенгрі, Тан-Нак-Ра), що означає чоловік висотою до неба.